# Vasilko Konstantinovič
Svatý Vasilko Konstantinovič (7. prosince 1208, Rostov – 4. března 1238, Šernský les) byl kníže rostovský a mučedník.

## Život
Narodil se 7. prosince 1208 v Rostově jako syn rostovského knížete Konstantina Vsevolodoviče a jeho manželky Marie Mstislavny.
Roku 1216 po vítězství nad svými bratry v Lipické bitvě, svěřil Konstantin svého sedmiletého syna do výchovy rostovského biskupa Pachomije.
Roku 1217 porazil Konstantin knížete Jurije II. a převedl ho z Goroděce do Suzdalu a uzavřel sním mír. Tímto činem mohly Konstantinovi děti zdědit rozsáhlé majetky v Rostově, Jaroslavli, Ugliči, Belozersku a Usťugu. Konstantin zemřel roku 1218.
Roku 1220 kníže Jurij zorganizoval boj proti Povolžským Bulharům v reakci na jejich zpustošení Usťugu v roce 1217.
Vasilko poslal své pluky po řece Kamě a spojil se v rámci Povolžského Bulharska s hlavními silami pod vedením Svjatoslava Vsevolodoviče. Zúčastnil bojů také např.:
- v zimě 1221 s Jurijem proti Bulharům, v Goroděcu byl uzavřen mír
- roku 1223 proti Mongolům, vojsko došlo do Černihivi, kde se dozvěděla o porážce Rusů na řece Kalce a vrátili se zpět
- roku 1224 proti novgorodcům, obsadili Toržok a uzavřeli mír
- roku 1226 s Jurijem, bratrem Vsevolodem na pomoc Michalu Černigovskému proti Olegu Kurskému
- roku 1228 s vojevodou Jeremejem Glebovičem proti Mordvincům, přerušeno kvůli dešti

Dokončil stavbu soboru Zesnutí přesvaté Bohorodice v Rostově, započatou jeho otcem.
Začátkem roku 1238 během odchodu Tatarů do Vladimiru odešel s Jurijem do Volhy. Dne 4. března po bitvě na řece Siť mezi mongolskými Tatary a Rusy odmítl složil přísahu chánovi a byl zabit v Šernském lese.
Podle legendy jeho tělo našla nějaká žena která to pověděla knězi Adrianovi, který tělo ukryl. Poté byl převezen do soboru Zesnutí přesvaté Bohorodice.

## Kanonizace
Byl svatořečen Ruskou pravoslavnou církví jako mučedník. Datum svatořečení není znám.
Jeho svátek je připomínán 17. března (4. března – juliánský kalendář).